# Lindoeste
Lindoeste este un oraș în Paraná (PR), Brazilia.